# El perro rabioso
Por el cuento del mismo nombre del escritor uruguayo Horacio Quiroga, véase El perro rabioso (cuento).
El perro rabioso (野良犬 Nora Inu?) es una película japonesa del género film noir, subgénero policía procesal, dirigida por Akira Kurosawa en 1949. Interpretada en sus papeles principales por Toshiro Mifune y Takashi Shimura, la película se considera un clásico del género y precursora del denominado buddy cop.

## Sinopsis
Ambientada en la posguerra japonesa tras la Segunda Guerra Mundial, Murakami, un joven detective de homicidios, pierde su pistola reglamentaria durante un trayecto en autobús. Agobiado por el sentimiento de deshonor más que por la pérdida trata infructuosamente de recuperar el arma. Cuando el veterano jefe de su unidad, Sato, descubre la situación ambos emprenden una frenética e incansable búsqueda que les llevará a los bajos fondos de Tokio.

## Reparto
| Actor             | Personaje                       |
| ----------------- | ------------------------------- |
| Toshirô Mifune    | Detective Murakami              |
| Takashi Shimura   | Jefe Detective Satō             |
| Keiko Awaji       | Harumi Namiki, novia            |
| Eiko Miyoshi      | Madame Namiki, madre de Harumi  |
| Noriko Honma      | Mujer en la casa de baños       |
| Isao Kimura       | Shinjiro Yusa                   |
| Minoru Chiaki     | Girlie, director de espectáculo |
| Ichirô Sugai      | Yayoi, propietario del hotel    |
| Gen Shimizu       | Inspector de policía Nakajima   |
| Reikichi Kawamura | Oficial Ichikawa                |
| Noriko Sengoku    | Muchacha                        |
| Eijirô Tôno       | Anciano en la casa de baños     |
| Yasushi Nagata    | Investigador Jefe Abe           |
| Teruko Kishi      | Carterista                      |
| Kan Yanagiya      | Oficial de policía              |